# Võ Minh Trọng
Võ Minh Trọng (Cần Thơ, 24 de octubre de 2001) es un futbolista vietnamita que juega en la demarcación de lateral izquierdo para el Becamex Binh Duong FC de la V.League 1.

## Selección nacional
Tras jugar en varias categorías inferiores de la selección, finalmente hizo su debut con la selección absoluta de Vietnam el 13 de octubre de 2023 en un encuentro amistoso contra Uzbekistán que finalizó con un resultado de 2-0 a favor del combinado uzbeko tras los goles de Husniddin Aliqulov y Oston Urunov.

## Clubes
| Club                  | País    | Año       | Partidos | Goles |
| --------------------- | ------- | --------- | -------- | ----- |
| Dong Thap FC          | Vietnam | 2020-2021 | 27       | 0     |
| Phu Tho FC (cedido)   | Vietnam | 2022      | 20       | 0     |
| Becamex Binh Duong FC | Vietnam | 2023-     | 33       | 1     |